# Józef Tischner
Józef Stanisław Tischner (írói álnevei: Wawrzek Chowaniec, Molinista, Józek Szkolny, Jegomość Józek) (Ószandec, 1931. március 12. – Krakkó, 2000. június 28.) lengyel katolikus áldozópap, filozófus, teológus és közíró.

## Élete
Gorál családban nevelkedett a délkelet-lengyelországi Łupaszna falucskában. Szülei, Józef és Weronika községi tanítók voltak. A gimnázium elvégzése után 1949-ben úgy döntött, hogy belép a szemináriumba, amit apja fiatal kora miatt ellenzett. Ezt követően egy éven át jogot hallgatott Krakkóban a Jagelló Egyetemen, majd ugyanitt 1950-1955 között teológiát tanult.
1955. június 26-án szentelték pappá, de plébánosi kinevezéséhez nem járult hozzá az állami hatóság. Ezért folytatta teológiai és filozófia tanulmányait, Krakkón kívül Varsóban és Leuvenben (1968) is. Filozófiai diplomáját 1959-ben szerezte meg. Doktori értekezését, amelyet Edmund Husserl transzcendentális filozófiájáról írt, 1963-ban védte meg. A fenomenológiával kapcsolatos, Leuvenben megkezdett kutatásaival 1974-ben habilitált.
Élete utolsó éveiben súlyos betegségben szenvedett, ezért ekkoriban már csak írásai révén tudott részt venni a közéletben. Halálakor II. János Pál pápa táviratban emlékezett meg róla. Łupaszna hegyi temetőjében nyugszik.

## Munkássága
Élete során mintegy hatszáz publikációja jelent meg, köztük számos könyv. Tudományos munkája egyik nagy területét a filozófia jelentette, a másikat a gurál kultúra kutatása. Ezeken kívül a társadalmi és politikai, valamint a hitéletben is aktív szerepeket vitt.
A hetvenes években vált a lengyel szellemi élet ismert alakjává. Filozófusként a felvilágosodás, az egzisztencializmus (Sartre), Husserl transzcendentális logikája, a tomizmus és neotomizmus, a perszonalizmus, továbbá a tudat, a szabadság és a dráma fogalmai foglalkoztatták. Már ebben az időben szembekerült nemcsak a marxizmussal, de bizonyos mértékig saját egyházával is. Álláspontja szerint a klérus tevékenysége ellaposodott, konzervatívvá vált és túlságosan is beavatkozik a politikába. Véleménye szerint egy új társadalomnak nemcsak politikai, hanem erkölcsi, etikai alapon is építkeznie kell, és az egyháznak ebben van szerepe.
Tagja volt a Lengyel Tudományos Akadémiának, és számos egyetemen tanított. 1982-ben a Krakkóban működő Pápai Teológiai Akadémia dékánja lett. Éveken át előadott a bécsi Humántudományi Intézetben. Tiszteletbeli doktora volt a Łódzi Egyetemnek, valamint a krakkói Pedagógiai Egyetemnek. Az 1980-as években drámafilozófiát tanított a krakkói Színházi Főiskolán. Az 1990-es évek közepétől az akkor alapított Collegium Invisible (Láthatatlan Kollégium) tanára lett, amely a 18. századi Collegium Nobilium hagyományait folytatva a modern tömegoktatással szemben a mester-tanítvány viszonyra helyezi a hangsúlyt oktatási módszerében. Tagja volt a rendszerváltást követően alakult Báthory István Alapítványnak (lengyelül: Fundacja im. Stefana Batorego) is, mely a civil társadalom erősítését, a polgári szabadságjogok és a jogállamiság kiteljesedését, valamint a nemzetközi együttműködés és a szolidaritás fejlesztését tűzte ki célul Lengyelországban.
1980-ban fogalmazta meg egyik legalapvetőbb célját, „kikristályosítani a gural kultúrával kapcsolatos gondolatokat”. Ennek érdekében cikkek sokaságát írta meg, ápolta a nyelvjárást, Turbaczban éves misét szervezett, sőt közben járt, hogy a hegyi gazdák magas szintű mezőgazdasági oktatásban részesüljenek Ausztriában.
1980-tól részt vett a Szolidaritás Független Szakszervezet gyűlésein, ahol beszédeket, prédikációkat tartott. A mozgalom kiadványaiban írásokat, esszéket jelentetett meg, melyek az erkölcsi-etikai támaszát jelentették a kommunista diktatúra elleni fellépésnek. E szerepe miatt a Szolidaritás félhivatalos káplánjának is nevezik, és 1987-ben Gdańskban II. János Pál pápa is idézte néhány fontos, a társadalmi szolidaritással kapcsolatos gondolatát. A rendszerváltás után a Kongres Liberalno-Demokratyczny (KLD), majd ennek 1994-es megszűnése után az Unia Wolności (UW) liberális szellemiségű pártok munkájában is részt vállalt.
Politikai közíróként aktív munkát fejtett ki az ún. Homo Sovieticus fogalmának megismertetése, új tartalommal való megtöltése érdekében. A Mihail Heller (1922-1997) emigráns orosz történész által megalkotott fogalom nála egy olyan alávetett, rabszolga embertípust jelöl, amelyik egy ponttól kezdve ugyan hozzájárult a totális állam lebontásához – mivel az érdekei éppen ezt kívánták –, ám a szabadsággal már nem tud mit kezdeni. Hiányzik belőle ehhez a kezdeményezőkészség, s paradox módon továbbra is az államtól várja el mindenféle ügy és probléma megoldását.
Közszereplései és közírói tevékenysége miatt a kommunista diktatúra, majd a rendszerváltás utáni újrakapitalizálódás időszakának egyik legjelentősebb erkölcsi tekintélyének tartják. A videómegosztókon számos szentbeszéde és nyilatkozata található meg, amelyek közül több ma már kordokumentumnak számító kép- és hanganyagot tartalmaz.

## Főbb művei
- A dráma filozófiája (Filozofia dramatu) (1990)
- A Gurál filozófiatörténete (Historia filozofii po góralsku) (1997)
- Vitairat az emberi létezésről (Spór o istnienie człowieka) (1998)

### Magyarul
- A dráma filozófiája. Bevezetés; ford. Fejér Irén, Szenyán Erzsébet; Európa, Bp., 2000, 372 p.
- Hogyan éljünk? ford. Éles Márta; Vigilia, Bp., 2001 (XX. századi keresztény gondolkodók), 108 p.
- Rövid életkalauz; ford. Éles Márta; Orpheusz, Budapest, 2019
- Ami a legfontosabb; vál., bev. Wojciech Bonowicz, szerk., jegyz., utószó Soltész Márton, ford. Szenyán Erzsébet, Éles Márta; Orpheusz, Budapest, 2022.
- Remény, mindenek ellenére; ford. Éles Márta; Orpheusz, Budapest, 2022
- Józef Tischner: A lelkiismeret szolidaritása, vigilia.hu
- Józef Tischner: Gondolatok ínyenceknek, ujember.katolikus.hu

## Kitüntetései
Írásai, könyvei, rádiós szereplése miatt több szakmai, alapítványi elismerést is szerzett (PEN club, Krakkói Könyvvásár, Arany Mikrofon stb.). 1999 szeptemberében Aleksander Kwasniewski köztársasági elnök kezdeményezésére a legmagasabb lengyel állami kitüntetésben részesült, a Fehér Sas-rend kitüntetettje lett.

## Emlékezete
Nevét egy krakkói gyermekhospice-szolgálat, irodalmi és tanulmányi ösztöndíjak, általános- és középiskolák, egy alapítványi filozófiai intézet, továbbá egy tátrai villamos vasút őrzi.

## Fordítás
- Ez a szócikk részben vagy egészben a Józef Tischner című lengyel Wikipédia-szócikk ezen változatának fordításán alapul.  Az eredeti cikk szerkesztőit annak laptörténete sorolja fel. Ez a jelzés csupán a megfogalmazás eredetét és a szerzői jogokat jelzi, nem szolgál a cikkben szereplő információk forrásmegjelöléseként.
- Ez a szócikk részben vagy egészben a Józef Tischner című angol Wikipédia-szócikk ezen változatának fordításán alapul.  Az eredeti cikk szerkesztőit annak laptörténete sorolja fel. Ez a jelzés csupán a megfogalmazás eredetét és a szerzői jogokat jelzi, nem szolgál a cikkben szereplő információk forrásmegjelöléseként.